# Тейлор, Дейл
Дейл Те́йлор (англ. Dale Taylor; родился 12 декабря 2003, Белфаст) — североирландский футболист, нападающий английского клуба «Ноттингем Форест», выступающий на правах аренды за «Бертон Альбион» и сборной Северной Ирландии.

## Клубная карьера
Уроженец Белфаста, Тейлор является воспитанником местного клуба «Линфилд». 15 октября 2019 года дебютировал за «Линфилд» в матче Кубка графства Антрим против «Клифтонвилла», отметившись забитым мячом. 25 декабря 2019 года помог Линфилду выиграть Стальной кубок, обыграв в финальном матче «Ньюинтгтон».
Летом 2020 года перешёл в «Ноттингем Форест». В декабре того же года подписал с английским клубом свой первый профессиональный контракт. В сезоне 2021/22 помог команде «Ноттингем Форест» до 18 лет дойти до финала Молодёжного кубка Англии, в котором «Манчестер Юнайтед» обыграл «Форест». Перед началом сезона 2022/23 получил футболку с номером «36».

## Карьера в сборной
Выступал за сборные Северной Ирландии до 17 лет и до 21 года.
12 ноября 2021 года дебютировал за главную сборную Северной Ирландии в матче отборочного турнира к чемпионату мира против сборной Литвы на стадионе «Уиндзор Парк» в Белфасте.